# Yuen Woo-ping
Dans ce nom chinois, le nom de famille, Yuen, précède le nom personnel.

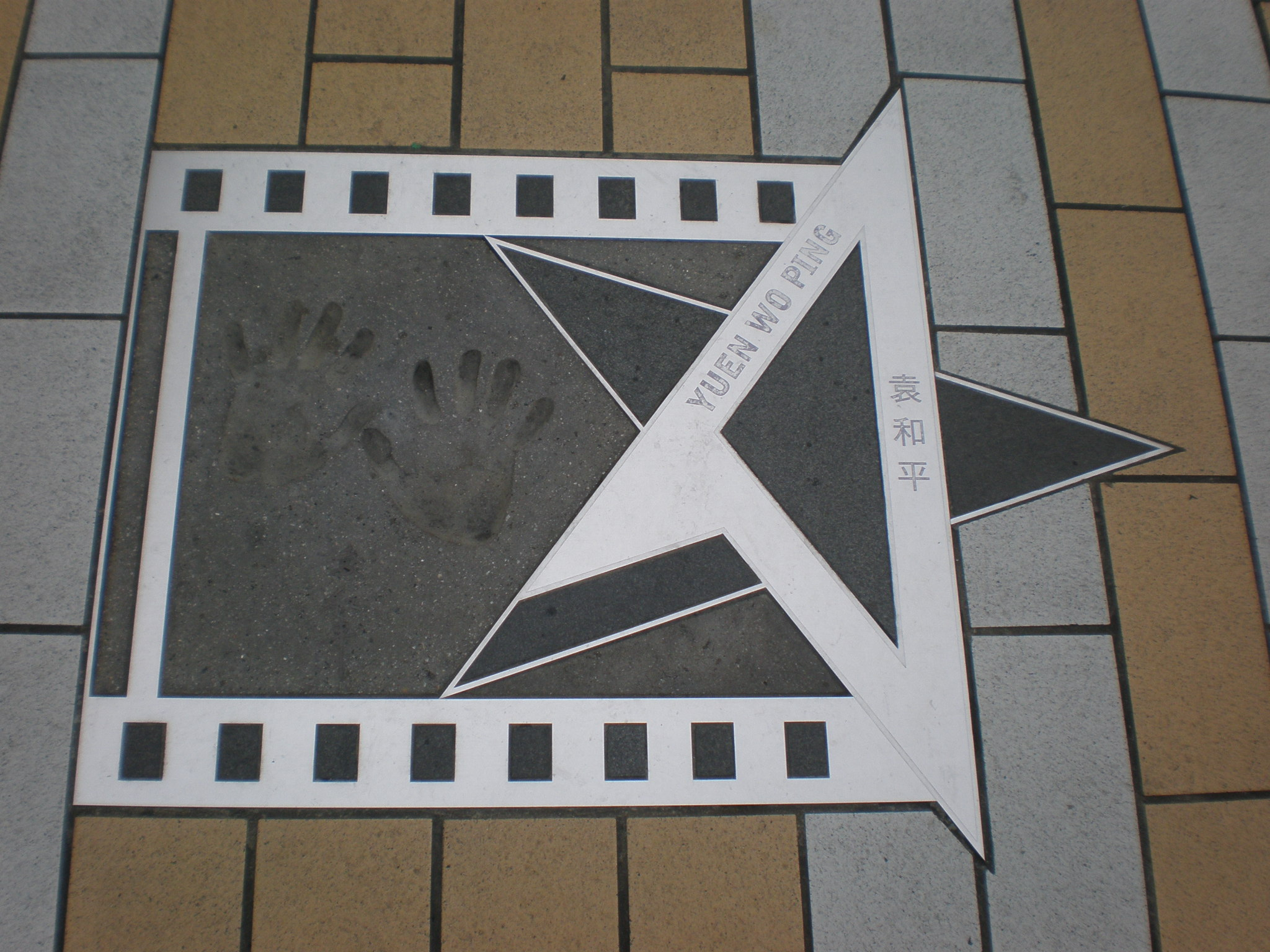
Son étoile sur l'avenue des stars à Hong Kong.

Yuen Woo-ping (袁和平 en chinois, Yuán Hépíng en hànyǔ pīnyīn) est un réalisateur, chorégraphe d'action, producteur et acteur hongkongais, né le 1er janvier 1945 à Canton en Chine.

## Biographie
Yuen Woo-ping est le fils de l'acteur Yuen Siu-tien. En 1978, il réalise son premier long métrage Le Chinois se déchaîne avec Jackie Chan. Comme tous ses premiers films, ce film est une comédie kung fu. Le Maître chinois, Le Héros magnifique et Tigre blanc sont des films qui mettent en scène le héros chinois Wong Fei-hung. Sorti en 1982, Miracle Fighters est une recherche particulièrement poussée de l'application des arts martiaux au cinéma fantastique.
Avec la trilogie Tiger Cage, il introduit les arts martiaux dans le polar urbain. Ces films permettent de découvrir Donnie Yen qui deviendra une star à Hong Kong par la suite.
En 1993, il réalise un sommet du film d'arts martiaux avec Tai-Chi Master. Ce film mettant en vedette Jet Li met en valeur la virtuosité des combattants ainsi que la philosophie du tai-chi-chuan.
Depuis la fin des années 1990, il se consacre à la chorégraphie des scènes de combat dans de nombreux films : Fist of Legend, Matrix, Tigre et Dragon, Kill Bill, Crazy Kung Fu ...
Il revient à la réalisation en 2010, avec le film de kung-fu True Legend. Depuis il a réalisé plusieurs autres films, dont Master Z: Ip Man Legacy, spin-off de Ip Man 3.

## Filmographie

### Réalisateur et chorégraphe
- 1978 : Le Maître chinois (Drunken Master)
- 1978 : Le Chinois se déchaîne (Snake in the Eagle's Shadow)
- 1979 : Dance of the Drunk Mantis
- 1979 : Le Héros magnifique (The Magnificent Butcher)
- 1980 : The Buddhist Fist
- 1981 : Tigre blanc (Dreadnaught )
- 1982 : Miracle Fighters
- 1982 : Oriental Voodoo
- 1982 : Legend of a Fighter
- 1983 : Shaolin Drunkard
- 1984 : Drunken Tai-Chi
- 1985 : Mismatched Couples
- 1986 : The Close Encounters of Vampire
- 1988 : Tiger Cage : la Rançon des traîtres
- 1989 : Le Sens du devoir 4 (In the Line of Duty 4)
- 1990 : Tiger Cage 2
- 1991 : Tiger Cage 3
- 1993 : Tai-Chi Master
- 1993 : Iron Monkey
- 1993 : Heroes Among Heroes
- 1994 : Wing Chun
- 1994 : Fire Dragon
- 1995 : The Red Wolf
- 1996 : Tai Chi 2
- 2010 : True Legend
- 2016 : Tigre et Dragon 2 (Crouching Tiger, Hidden Dragon: Sword of Destiny)
- 2017 : The Thousand Faces of Dunjia (奇門遁甲, Qí mén dùnjiǎ)
- 2018 : Master Z: Ip Man Legacy (葉問外傳：張天志, Yè wèn wàizhuàn: Zhāngtiānzhì)

### Chorégraphe
- 1991 : Il était une fois en Chine de Tsui Hark
- 1992 : Il était une fois en Chine 2 : La Secte du lotus blanc de Tsui Hark
- 1994 : Fist of Legend de Gordon Chan
- 1999 : Matrix de Les Wachowski
- 2000 : Tigre et Dragon d'Ang Lee
- 2001 : La Légende de Zu de Tsui Hark
- 2003 : Matrix Reloaded de Les Wachowski
- 2003 : Matrix Revolutions de Les Wachowski
- 2003 : Kill Bill : Volume 1 de Quentin Tarantino
- 2004 : Kill Bill : Volume 2 de Quentin Tarantino
- 2004 : Crazy Kung-Fu de Stephen Chow
- 2005 : Danny the Dog de Louis Leterrier
- 2006 : Le Maître d'armes de Ronny Yu
- 2006 : La Légende du scorpion noir de Feng Xiaogang
- 2008 : Le Royaume interdit (The Forbidden Kingdom) de Rob Minkoff
- 2010 : Enthiran de S. Shankar
- 2013 : The Grandmaster de Wong Kar-wai
- 2015 : Ip Man 3 de Wilson Yip
- 2019 : Ip Man 4 de Wilson Yip

### Acteur/cascadeur
- 1966 : The Knight of Knights de Chun Hsieh : un moine lubrique
- 1966 : Le Trio magnifique (The Magnificent Trio) de Chang Cheh : un soldat
- 1967 : Un seul bras les tua tous (The One-Armed Swordsman) de Chang Cheh
- 1967 : The Assassin de Chang Cheh
- 1968 : Le Retour de l'Hirondelle d'or (Golden Swallow) de Chang Cheh
- 1968 : The Silver Fox de Chui Chang Wang : un homme de main
- 1970 : Vengeance de Chang Cheh
- 1970 : Les 13 Fils du dragon d'or (The Heroic Ones) de Chang Cheh
- 1971 : La Rage du tigre (New One-Armed Swordsman) de Chang Cheh
- 1971 : Duel sauvage (The Duel) de Chang Cheh
- 1971 : Duel aux poings de Chang Cheh
- 1990 : My Hero de Bryan Leung
- 1992 : Gameboy Kids de Gordon Chan
- 1992 : The Wicked City de Peter Mak

## Distinctions
- 1993 : Hong Kong Film Award de la meilleure chorégraphie d'action pour Il était une fois en Chine 2 : La Secte du lotus blanc
- 2001 : Hong Kong Film Award de la meilleure chorégraphie d'action pour Tigre et Dragon
- 2005 : Hong Kong Film Award de la meilleure chorégraphie d'action pour Crazy Kung-Fu
- 2007 : Hong Kong Film Award de la meilleure chorégraphie d'action pour Le Maître d'armes
- 2014 : Hong Kong Film Award de la meilleure chorégraphie d'action pour The Grandmaster
- 2020 : Hong Kong Film Award de la meilleure chorégraphie d'action pour Ip Man 4[1]